# Under Heaven 02
Under Heaven 02, ook wel Fata morgana is een artistiek kunstwerk in Amsterdam-West op de scheidslijn met Amsterdam Nieuw-West.
Het is een tableau van kunstenaar Leonard van Munster, een buurtbewoner. Het is een onderdeel van een serie beginnend met Under Heaven 01 uit 2004, een boomhut, dat vernietigd werd tijdens de sloop van het Post CS-gebouw. Het latere Under Heaven 03 is een kunstmatig eiland aan de Burgemeester Vening Meineszlaan, een folly. Net als deel drie is Under Heaven 02 een eiland, maar dan figuurlijk. Het is een klein paradijs. Dat paradijs is gelegen onder de Wiltzanghbrug, een viaduct in de Rijksweg 10, een van de drukste wegen van Nederland. Dat viaduct is ingeklemd tussen twee flatgebouwen (Max Havelaarflats) zodat er weinig licht is. Van Munster kwam met zand, palmen en een kleine waterval in een vlakte van grind onder het viaduct. Die vlakte onder dat viaduct is dan ook nog afgeschermd door ijzeren hekwerken. Van Munster moest door een ambtelijke molen om de in de volksmond benoemde "Gruwelkamer van Bos en Lommer" te mogen opleuken. Vanwege de rijksweg moest zelfs Rijkswaterstaat er aan te pas komen. Uiteindelijk werd het kunstwerk mede namens woningcorporatie Rochdale en het Amsterdamse Fonds voor de Kunst geplaatst. Het hekwerk was voor de kunstenaar aan de ene kant beperkend, men kan het paradijs niet naderen. Anderzijds hoefde de kunstenaar niet bang te zien voor vernieling, hij zou de zachtste materialen kunnen gebruiken. Vanwege het kunstobject werden de pijlers van het viaduct opnieuw geschilderd, waardoor ze nieuw lijken.
In 2023 wordt het kunstwerk geteisterd door in eerste instantie “klein” vandalisme (openbreken hek, diefstal onderdelen), hetgeen eind oktober uitmondt in de totale vernieling van het beeld.